# Marāzād
Marāzād (persiska: مرازاد, Mārāzāt) är en ort i Iran.   Den ligger i provinsen Östazarbaijan, i den nordvästra delen av landet, 600 km nordväst om huvudstaden Teheran. Marāzād ligger 742 meter över havet och antalet invånare är 233.
Terrängen runt Marāzād är varierad.Runt Marāzād är det ganska tätbefolkat, med 80 invånare per kvadratkilometer. Närmaste större samhälle är Hādīshahr, 15,5 km väster om Marāzād. Trakten runt Marāzād består i huvudsak av gräsmarker.